# Olyra glaberrima
Olyra glaberrima là một loài thực vật có hoa trong họ Hòa thảo. Loài này được Raddi mô tả khoa học đầu tiên năm 1823.